# Burmah Agate
Pour les articles homonymes, voir Agate (homonymie).
Le Burmah Agate est un pétrolier construit en 1973 par les chantiers navals Nederlandse Scheepsbouw d’Amsterdam pour la compagnie Tirfing sous le nom de Danaland. Il est mis en service en décembre 1963. En 1973, il est vendu à la compagnie Burmah Tankers qui le renomme Burmah Agate et devient tristement célèbre le 1er novembre 1979 lorsqu’il est heurté par le cargo Mimosa dans le chenal d’entrée de la baie de Galveston et brûle, tuant 31 personnes.

## Histoire
Le Burmah Agate est un pétrolier construit en 1973 par les chantiers navals Nederlandse Scheepsbouw d’Amsterdam pour la compagnie Tirfing sous le nom de Danaland. Il est mis en service en décembre 1963.
En 1973, il est vendu à la compagnie Burmah Tankers qui le renomme Burmah Agate.
Le matin du 1er novembre 1979, alors qu’il entre dans la baie de Galveston avec un chargement de fioul, il est heurté par le cargo Mimosa qui quitte la baie. La collision ouvre une brèche de 2,4 mètres par 4,6 mètres dans la cuve tribord n°5 du pétrolier, ce qui déclenche une explosion puis un incendie de la cargaison. Le tanker sombre, tandis que le cargo tourne autour de son ancre, dans l’impossibilité de couper ses moteurs à cause de l’incendie.
Les Garde-côtes américains envoient le navire Valiant (en) pour commencer les recherches et commencer les opérations de sauvetage. À 12 h 30, les 26 membres d’équipage du Mimosa ont été récupérés, mais seulement 6 des 37 membres d’équipage du Burmah Agate ont été retrouvés.
L’incendie du pétrolier n’est maîtrisé que le 8 janvier 1980. Selon les estimations, 9 800 m3 de pétrole se sont déversés dans la nature et 30 000 m3 ont été brûlés lors de l’incendie. Au début du mois de février 1980, le Burmah Agate est remorqué à Brownsville et détruit.